# 阿苏杜伊县
阿蘇杜伊县（西班牙語：Provincia de Azurduy），是玻利維亞的县份，位於該國南部，屬於丘基薩卡省的一部分，县府設於阿蘇杜伊，面積4,185平方公里，2012年人口24,855，人口密度每平方公里7.09人。
20°01′00″S 64°29′00″W / 20.01667°S 64.48333°W